# Kennedy-Gletscher
Der Kennedy-Gletscher ist ein 1,3 km langer und steiler Gletscher im ostantarktischen Viktorialand. In der Asgard Range fließt er von der Kottmeier Mesa in östlicher Richtung in den oberen Abschnitt des Matterhorn-Gletschers
Das Advisory Committee on Antarctic Names benannte ihn 1997 nach Henry Kennedy, von 1985 bis 1990 stellvertretender Direktor des Unternehmens ITT Antarctic Services aus Colorado Springs und dabei verantwortlich für die Bereitstellung diverser Forschungsschiffe.